# Лапинский, Евгений Валентинович
Евге́ний Валенти́нович Лапи́нский (23 марта 1942, с. Красное Загорье, Воронежская область — 29 сентября 1999, Одесса) — советский волейболист, игрок сборной СССР (1965—1972). Олимпийский чемпион 1968, обладатель Кубка мира 1965, двукратный чемпион Европы (1967 и 1971), чемпион СССР 1967. Нападающий. Заслуженный мастер спорта СССР (1968).

## Биография
Выступал за команду «Буревестник»/ОдТИЛ (Одесса). Обладатель Кубка СССР 1976. В составе сборной Украинской ССР в 1967 стал чемпионом СССР и победителем Спартакиады народов СССР.
В сборной СССР в официальных соревнованиях выступал в 1965—1972 годах. В её составе стал олимпийским чемпионом 1968, бронзовым призёром олимпийских игр 1972, бронзовым призёром чемпионата мира 1966, победителем розыгрыша Кубка мира 1965, бронзовым призёром Кубка мира 1969, двукратным чемпионом Европы 1967 и 1971. Участник чемпионата мира 1970.
Лучший волейболист Одессы XX века.
Е. В. Лапинский умер 29 сентября 1999 года в Одессе.

## Источник
- Волейбол. Энциклопедия / Сост. В. Л. Свиридов, О. С. Чехов. — Томск: Компания «Янсон», 2001.